# Carlos Pinheiro
Carlos Francisco Martins Pinheiro (* 30. Mai 1925 in Vila Praia de Âncora, Portugal; † 4. Juni 2010 ebenda) war Weihbischof im Erzbistum Braga.

## Leben
Nach dem Besuch des Seminário de Nossa Senhora da Conceição in Braga begann Carlos Pinheiro 1947 ein Studium der Philosophie und Katholische Theologie am Seminário Conciliar de Braga und war zugleich Direktor von Cenáculo, der Zeitung des Seminars. Nach seiner Priesterweihe am 8. Juli 1951 wurde er Präfekt sowie Professor und Ökonom des Philosophischen Seminars von Braga. 1953 erfolgte seine Ernennung zum Koadjutor der Kirchengemeinde Ponte de Lima sowie Kaplan des Krankenhauses Santa Casa da Misericórdia und des Colégio D. Maria Pia ernannt wurde. Im folgenden Jahr wurde er zunächst Pfarrer der Gemeinde Ponte de Lima und im Anschluss von Feitosa e Arca, ehe er 1958 Erzpriester des Julgado Eclesiástico von Ponte de Lima sowie anschließend Leiter der Kanoniker von Sé Primaz zu Braga wurde. Während der folgenden zwanzig Jahre war er nicht nur für die Kirchengemeinde Ponte de Lima zuständig, sondern zugleich auch Vizebeauftragter für das Krankenhaus Santa Casa da Misericórdia und Präsident der Direktion von S. José. In dieser Zeit war er auch Gründer des Museu dos Terceiros sowie des Instituto Limiano und Organisator von zahlreichen Ausstellungen in Zusammenarbeit mit dem Museu Nacional de Soares dos Reis sowie der Stiftung (Fundação) Calouste Gulbenkian.
1978 erfolgte seine Berufung zum Generalvikar des Erzbistums Braga. Daneben war er Pfarrer von Viano do Castelo, Richter am Kirchengericht und zugleich Präsident der Erzbischöflichen Kommission für Kunst und Kultur.
Am 22. Februar 1985 ernannte ihn Papst Johannes Paul II. zum Titularbischof von Dumium und bestellte ihn zum Weihbischof in Braga. Die Bischofsweihe spendete ihm Erzbischof Eurico Dias Nogueira am 28. April desselben Jahres; Mitkonsekratoren waren Júlio Tavares Rebimbas, Erzbischof von Porto, und Armindo Lopes Coelho, Bischof von Viana do Castelo. Er war Präsident der Diözesankommission für Kirchliche Kunst und Arbeiten sowie Erzpriester von Vila do Conde, Póvoa de Varzim, Esposende, Barcelos und Vila Verde. Darüber hinaus war er Mitglied der Comissão Episcopal Mista Bispos-Religiosos.
Am 10. November 2000  nahm Johannes Paul II. sein aus Altersgründen vorgebrachtes Rücktrittsgesuch an.

## Schriften
- A Ínsua de Caminha (1949)
- O Novo Altar-Mor da Igreja Matriz (1963)
- O Colégio D. Maria Pia e a sua influência na comunidade paroquial de Ponte de Lima (1971)
- Museu de Arte Sacra de Ponte de Lima – Subsídios para a sua história (1974)
- Instituto Limiano – Museu dos Terceiros – Documentos (1962–1982)
- Guia do Visitante do Museu dos Terceiros (1983)
- Instituto Limiano – Museu dos Terceiros (1983)